# Kadir Doğulu
Abdulkadir Doğulu (Mersin, 19 de abril de 1982), más conocido como Kadir Doğulu, es un actor y modelo turco. Es mayormente conocido por haber interpretado a Macit Arcaoğlu en la serie Fatih Harbiye, a Ali en la serie Küçük Sirlar y a Mehmet Giray Han III en la serie Muhteşem Yüzyıl Kösem.

## Biografía
Kadir Doğulu nació el 19 de abril de 1982 en Mersin, Turquía. Es el segundo hijo de 5 hermanos. Uno de sus hermanos es el cantante y estilista turco Kemal Doğulu. Su padre, Rasim Doğulu, falleció el 23 de enero de 2017.
Durante sus años de secundaria, estuvo trabajando en varios oficios como camarero y cocinero. En el año 2000, se trasladó a Estambul junto con su hermano mayor para estudiar gastronomía en la Universidad de Okan, estudios que finalmente no terminó.
Poco después, su hermano Kemal le presentó a la cantante turca Hande Yener, con la que empezó una relación sentimental, y comenzó a trabajar en The House Cafe en Ortaköy en sociedad con ella. Al mismo tiempo, trabajó como gerente comercial del club nocturno Market en Harbiye. En 2007, Kadir Doğulu apareció en el vídeo musical de la canción Romeo de la cantante Hande Yener.

## Carrera profesional
En 2010, Kadir Doğulu debutó como actor en la serie Küçük Sırlar, la adaptación turca de Gossip Girlp que tuvo gran éxito en Turquía.  Un año después, protagonizó en la serie juvenil Pis Yedili que luego abandonó en 2013 sin esperar a terminar la temporada debido a que, según la productora, se había estado reuniendo con otras productoras actuando en contra del acuerdo firmado, algo que negó el actor.
En 2013, Kadir protagonizó la serie Fatih Harbiye junto a Neslihan Atagül con la que comenzó una relación sentimental. La serie es una adaptación de la novela homónima del escritor turco Peyami Safa, publicada en 1931 que, aunque no fue un gran éxito, logró mantenerse en emisión durante dos temporadas.
Entre 2015 y 2016 Doğulu formó parte del elenco de la famosa serie Muhteşem Yüzyıl Kösem junto a Beren Saat y Ekin Koç que fue distribuida en más de 50 países. Durante los años siguientes continuó protagonizando distintas producciones entre las que destacan Bana Sevmeyi Anlat (2016-2017) y Vuslat (2019) con éxito de audiencias.
En 2019, protagonizó su primera obra de teatro Amiral Battı Kaçıyorusss en la que tuvo un gran reconocimiento tanto del público como de los maestros.
En 2022, Kadir Doğulu protagoniza junto con su esposa Neslihan Atagül la serie Gecenin Ucunda con la que ya había compartido protagonismo en 2013 con la serie Fatih Harbiye. Sin embargo, la serie no consiguió conquistar al público turco registrando bajos índices de audiencia.

## Vida personal
En octubre del 2013 comenzó una relación sentimental con Neslihan Atagül, su coprotagonista en la serie Fatih Harbiye. La pareja se comprometió el 26 de noviembre de 2015 y se casaron el 8 de julio de 2016.

### Controversias
En 2011, la actriz Dilara Öztunç con la que compartía protagonismo en Küçük Sırlar afirmó que, después de un pequeño desacuerdo, Kadir Doğulu casi le da un puñetazo en la cara pero Burak Özçivit y otras personas intervinieron rápidamente y lo impidieron. Luego, la actriz sufrió una crisis nerviosa y el rodaje se interrummpió por un tiempo. Dilara Öztunç aseguró que no denunció ante los tribunales por el miedo a que la tacharan de "actriz problemática". El actor nunca hizo una declaración sobre los hechos.
En 2020, Kadir Doğulu hizo unas declaraciones desafortunadas sobre el COVID-19 en plena pandemia donde afirmó que se negaba a usar mascarilla y que no había pruebas de que el virus se propagaba por el aire, lo que contradecía las investigaciones científicas  mundiales. Estas palabras provocaron numerosas críticas en Turquía.

## Filmografía

### Televisión
| Año       | Título                | Personaje      | Nota(s)                     | Canal          |
| --------- | --------------------- | -------------- | --------------------------- | -------------- |
| 2010-2011 | Küçük Sırlar          | Ali Erarslan   | Protagonista                | Kanal DStar TV |
| 2011-2013 | Pis Yedili            | Güney Samyeli  | Actor secundario            | Show TV        |
| 2013-2014 | Fatih Harbiye         | Macit Arcaoğlu | Protagonista (50 episodios) | FOXShow TV     |
| 2015      | Sevdam Alabora        | Gökhan         | Protagonista                | ATV            |
| 2015-2016 | Muhteşem Yüzyıl Kösem | Mehmet Giray   | Actor de reparto            | Star TV        |
| 2016-2017 | Bana Sevmeyi Anlat    | Alper Eren     | Protagonista                | FOX            |
| 2018      | Babamın Günahları     | Ozan           | Protagonista                |                |
| 2019      | Vuslat                | Aziz Korkmazer | Protagonista                | TRT            |
| 2020      | Jet Sosyete           | Kenan          | Invitado (1 episodio)       | Star TV        |
| 2021      | Aşkın Tarifi          | Fırat Karasu   | Protagonista                | Kanal D        |
| 2022      | Gecenin Ucunda        | Kazım          | Protagonista                | Star TV        |

### Cine
| Año  | Título          | Personaje | Nota(s)                                                                              |
| ---- | --------------- | --------- | ------------------------------------------------------------------------------------ |
| 2013 | Bir Hikayem Var | Mert      | junto a Müge Boz, Turan Ozdemir, Almeda Abazi, Ozan Akbaba, Serhan Alben y Nuri Alço |